# Лицей Сен-Жан-де-Пасси
Лице́й Сен-Жан-де-Пасси́ (фр. Lycée Saint-Jean-de-Passy, также известен как Сен-Жан де Пасси, фр. Saint-Jean de Passy) — частное католическое образовательное учреждение согласно контракту с государством в 16-м округе Парижа. Создан в 1905 году под названием «Школа-интернат в Пасси» (фр. Pensionnat de Passy). В период между 1911 годом и 1930-х годами, когда произошла вторая смена названия заведения, было известно как «Епархи́альная школа-интернат в Пасси» (фр. Pensionnat diocésain de Passy). В состав лицея входят: детский сад, начальные классы, коллеж, общий лицей (экономическое и социальное или научное отделения) и классы подготовительных экономических и коммерческих занятий (научный профиль).

## История
В 1905 году ассоциация отцов семейств приобретает здания бывшего школы-интерната Братьев христианских школ в Пасси, чтобы воссоздать там школу, после того как Братья перенесли свою школу-интернат во Фрваен (фр. Froyennes), Бельгия, в связи с запретом религиозным объединениям преподавания законом от 7 июля 1904 года.
В 1911 году архиепископ Леон-Адольф Аметт предоставил епархиальную опеку этой новой школе, которая стала называться «Епархиальная школа-интернат в Пасси».
После того, как архиепископство Парижа помогло учреждению избежать банкротства в 1933 году, оно было переименовано в «Сен-Жан де Пасси», в честь архиепископа Жана Вердье.
В 1956 году учреждение создало хоровую школу литургического пения, которую назвали «Маленькие певцы Сен-Жан де Пасси». В 1970-х годах хоровая школа сформировала ассоциацию и сменила название на «Маленькие певцы Пасси» в 2008 году.
Начальная школа стала смешанной в 1981 году, а с 2001 года были открыты старшие классы для девочек, в размере два класса девочек для четырёх мальчиков. Старшие классы были смешаны после того, как классы мальчиков были представлены исключительно на экзамене по бакалавриату в июне 2007 года.
В 2010 году лицей Сен-Жан де Пасси присоединился к коллежу Нотр-Дам-де-Граc-де-Пасси.
К 2015 году в школе было 2 803 ученика по адресам («Маленький Сен-Жан» по рю д’Отё́й дом номер 16, «Большой Сен-Жан» по адресу рю Ренуа́р дом номер 72, «Амплонта́сио Ренуа́р» детского сада и начальной школы «Нотр-Дам де Граc де Пасси» дом номер 62, и адрес последнего цикла дом номер 63):
- 1 095 школьников,
- 1 044 учащихся коллежа (в том числе 262 в Нотр-Дам де Грас де Пасси),
- 529 учеников старших классов,
- 135 учеников подготовительных классов.

## Организация
Учреждение имеет статус акционерного общества с советом директоров (SIREN: 775 688 047).

## Оценки
В 2015 году лицей занял 35-е место по округам (из 109) и 329-е во Франции на L’Express, пропорционально успеваемости его учеников в бакалавриате, числу первых учеников, которые получили его, посещая учебное заведение за последние два года, получивших его, будучи обученным в учреждении за последние два года и «добавленной стоимости» с учетом социального положения учащихся, их возраста и результатов в государственном дипломе.
В 2016 году лицейская средняя школа заняла 7-е место во Франции по сообщению издания Le Figaro Étudiant в результате большого числа «очень хороших» оценок, полученных его учениками на экзамене по бакалавриату.
В 2017 году журнал L'Étudiant присудил лицею 13-е место во Франции, доля лицея по приему выпускников на вступительные экзамены в Школу перспективных исследований бизнеса, Высшую школу коммерции и Высшую школу экономических и коммерческих наук по сравнению с 2016-м годом 32,8 %

## Известные выпускники
- Юло, Николя
- Лафитт, Лоран
- Куртьяль, Эдуар